# Kolej Territet - Glion

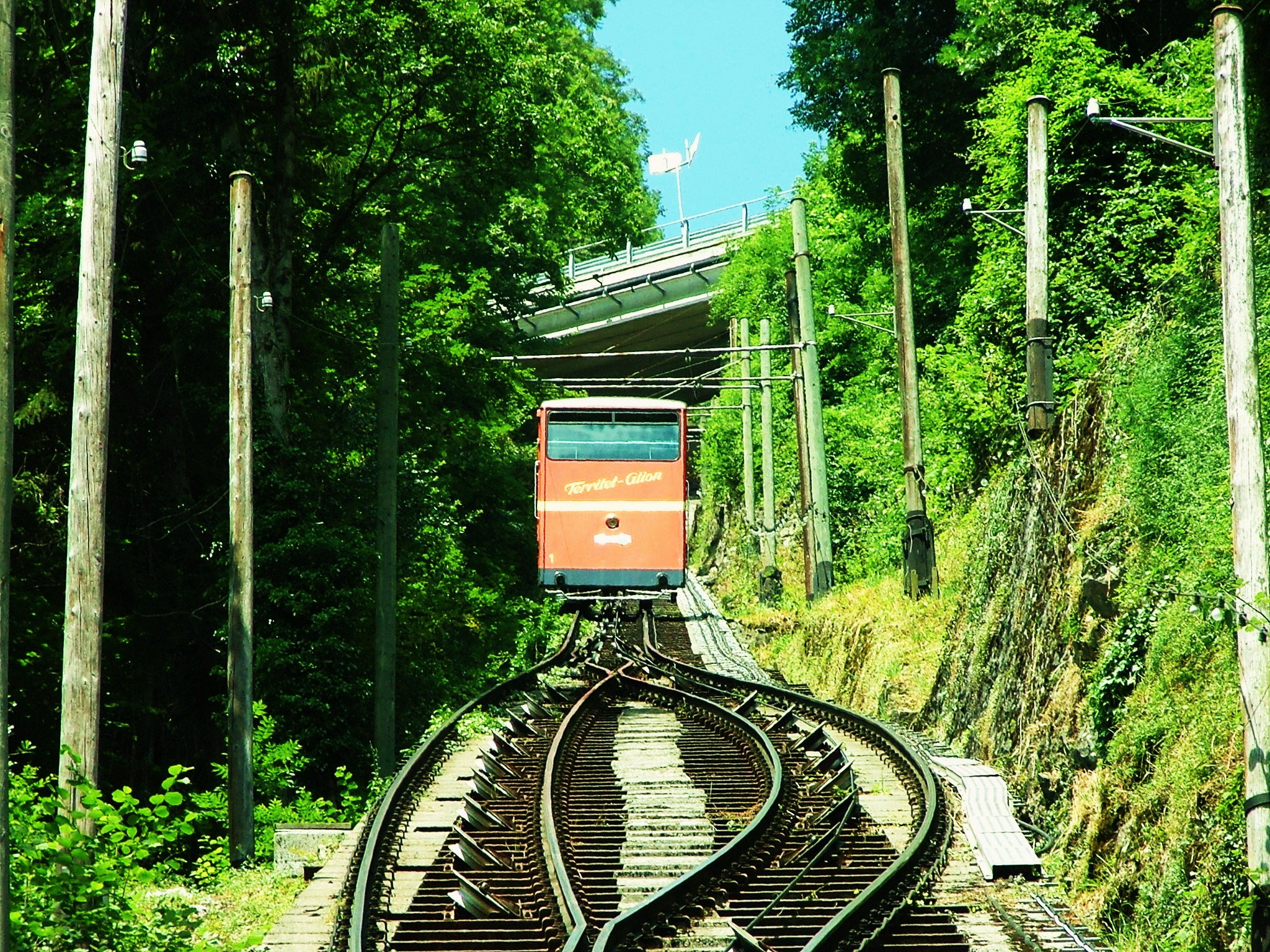
Widok z dołu

Kolej Territet – Glion (Funiculaire Territet – Glion) – kolej linowo-terenowa (funikular) zlokalizowana w Territet – części miasta Montreux w Szwajcarii, na stoku jeziora Genewskiego.

## Charakterystyka
Kolej o rozstawie szyn 1000 mm ma długość 637 metrów, przewyższenie 300 metrów i nachylenie trasy 570‰. Dolna stacja (Territet) znajduje się na wysokości 387 m n.p.m., a górna (Glion) – 687 m n.p.m. Po drodze istnieje przystanek Collonge-Funi. Kolej została otwarta w 1883 i gruntownie przebudowana w 1975 (wymiana taboru i zmiana systemu zarządzania ruchem).
Stacja Territet sąsiaduje z dolną stacją kolei Territet – Mont-Fleuri (Funiculaire Territet – Mont-Fleuri).

## Galeria

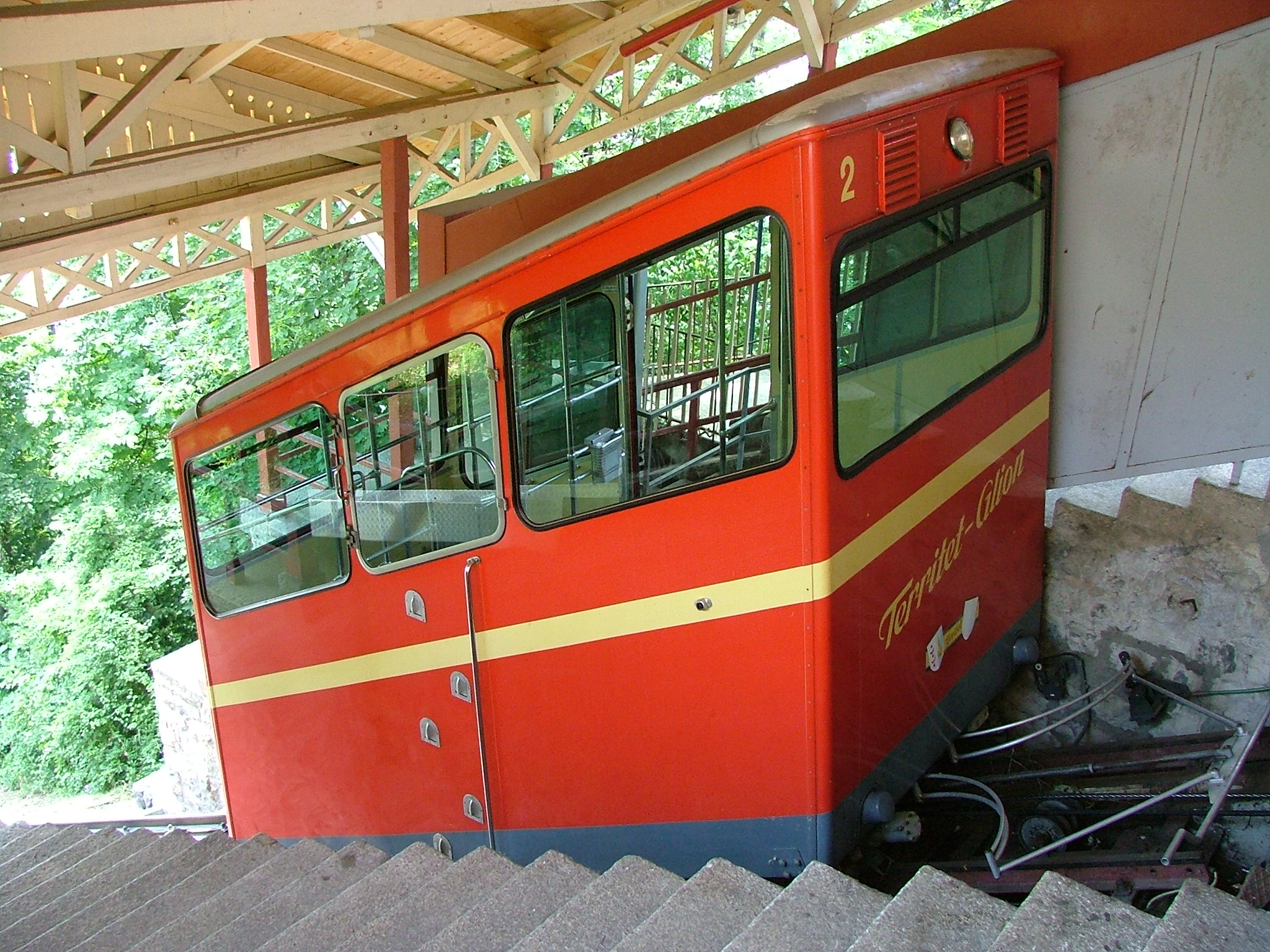
Górna stacja
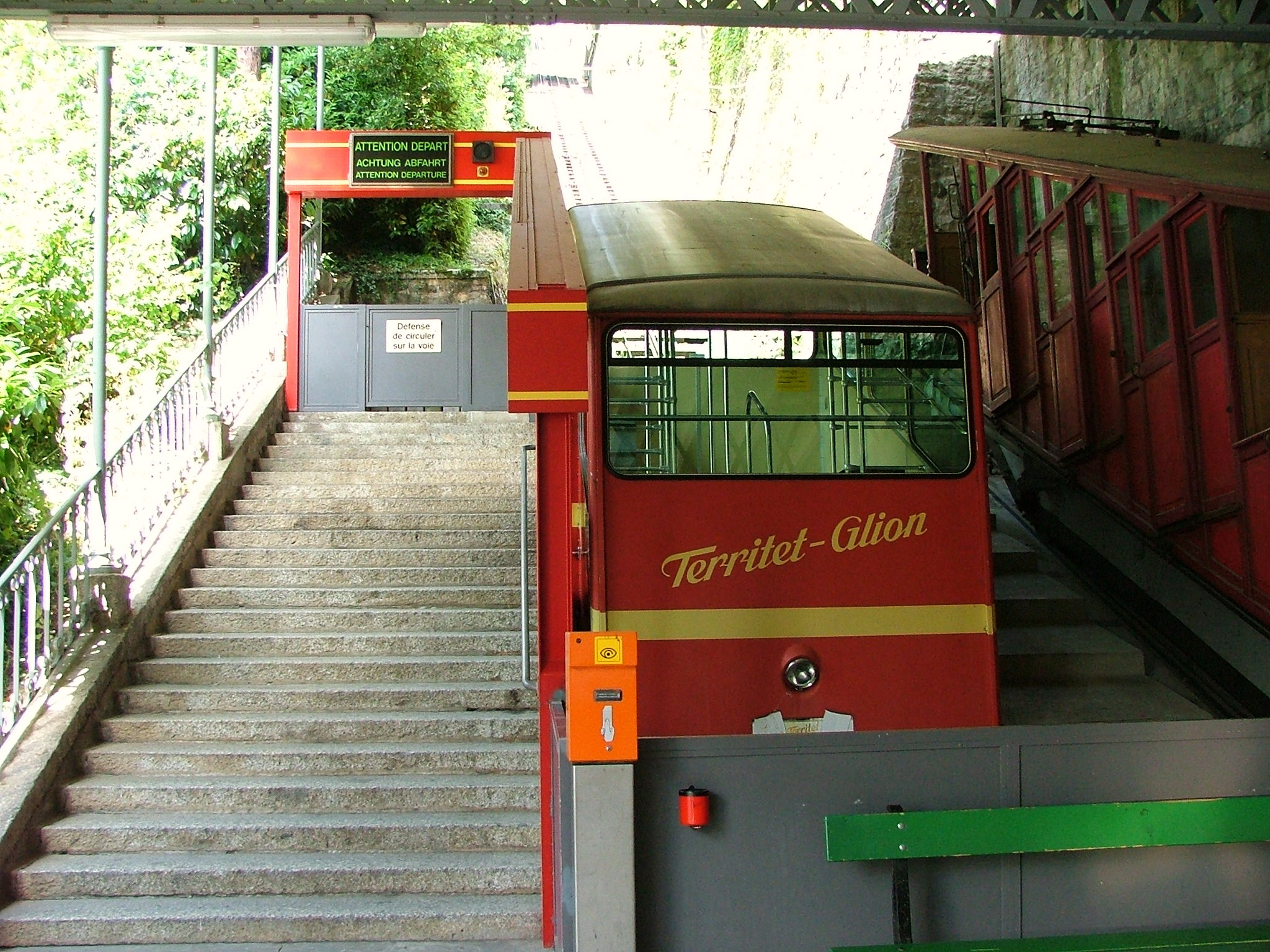
Dolna stacja
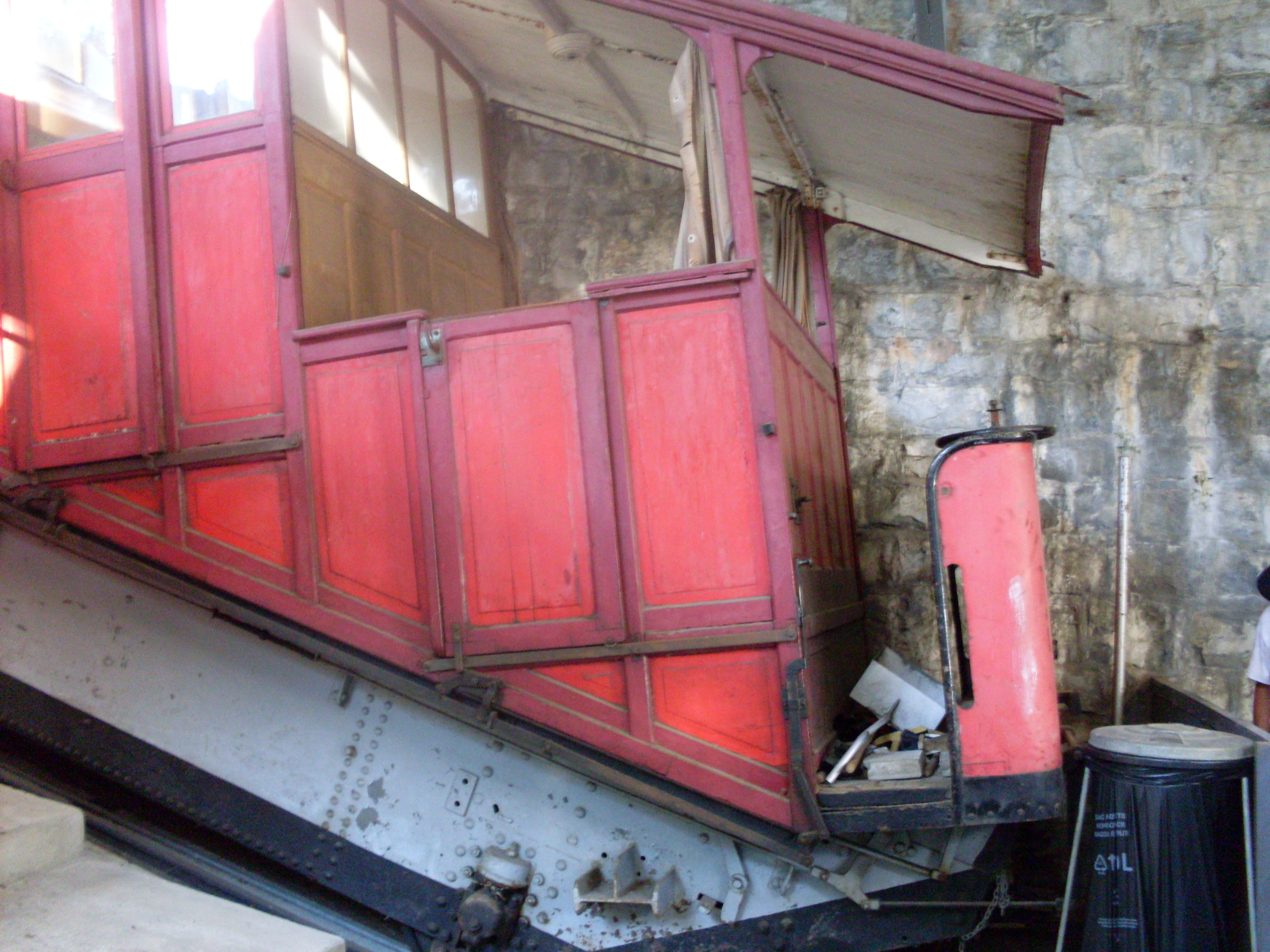
Tabor zabytkowy